# 于穎 (明朝)
颖（？年—？年），字瀛長，號長公，鎮江府金坛县人。明朝末年政治人物。

## 生平
天啓七年（1627年）丁卯科應天府乡试舉人，崇祯四年（1631年）辛未科进士。兵部观政，五年授工部都水司主事，本年升员外郎，管南京河道，开邳州以下黄河五十里，起自直河口，筑堤百里，工程竣工後，升工部郎中。八年升任西安府知府，奉旨留任，十一年升顺德府知府。後起复补浙江绍兴府知府，升本省督粮道，兑運有功。弘光元年（1645年）改分守宁绍道，清军入浙江，起兵抗清，鲁王监国，晋升按察使行巡抚事，再晋右佥都御史、督師，驻守渔浦。顺治三年（1646年）六月，義軍兵潰，由海道逃回京口，出家为道士，杜门不出。

## 著作
著有《拂黛斋稿》。